# Ровенське князівство
Рівненське (Ровенське князівство) — тимчасове удільне князівство 15-16 ст. у Великому князівстві Литовському з центром у місті Рівне (тепер обласний центр Рівненської області, Україна).

## Історія
Протягом 1470—1478 років внаслідок купівлі значних земельних володінь князем Семеном Несвицьким-Колоденським сформовано територіальне утворення навкого містечка Рівного у складі Волинського намісництва, яке до 1480 року отримола статус волості. Ровенську волость було передано дружині князя Семена — Марії. Остання після смерті чоловіка 1481 року отримала титул княгині Ровенської. Створення таким чином Ровенського князівства відбулося десь у 1480 року (рішення короля Казимира IV).
Усе існування Ровенського князівство пов'язано з діяльністю Марії Несвицької, що володіла ним спільно з донькою Анастасією Гольшанською. завдяки її енергії рівне отримала магдебурзьке право, саме князівство розширювалося, у 1507 року до нього доєднано більшість земель колишнього Степанського князівства. Привілеї на підтвердження статусу надавали королі і великі князі Олександр Ягелончик та Сигізмунд I. Після смерті Марії у 1518 році успадковано князем Костянтином Острозьким. З цього часу згадується лише як Ровенська волость.